# Vinodolski zakonik
Vinodolski zakonik ali Vinodolski zakon je bil hrvaški srednjeveški zakonik s podeželske pokrajine Vinodol, ki je nastal leta 1288. Vinodolski zakonik je mešanica običajnega prava vinodolskih podeželanov in fevdalnega prava.

## Pravni vidik Vinodolskega zakonika
Vinodolsko dolino je ogrsko-hrvaški kralj Andrej II. leta 1255 daroval krškim knezom Frankopanom in sicer Vidu Frankopanu. Frankopani so se lotili izdelave zakonika, ki je kodificiral običajno pravo in fevdalno pravo. Zakonik je bil izdan leta 1288 in je najstarejši poznani hrvaški pravni tekst.  Vpričo kneza ga je sestavilo 42 zastopnikov Vinodola. Vinodolski zakon ima 78 členov in med drugim ureja kneževe pravice (zlasti pravice do pobiranja glob), kazensko pravo, načelo formalne resnice v pravdnem postopku in javno pravo, kjer je opisan institut uradne osebe javnega zaupanja in ta javna oseba se jeimenovala pristav; postavljen od kneza je zastopal sodni zbor, ugotavljal je pravno pomembne okoliščine, izpovedoval je o prejšnjih sodbah (namesto zapisnika), njegovo izpoved pa je bilo mogoče spodbiti le s tremi pričami. Vinodolski zakonik je nastal v razmerah, ko so bili fevdalni procesi že v premoči, vendar je posebnost Vinodolskega zakonika v tem, da Frankopani pri pospeševanju fevdalizacije niso brezkompromisno uničevali starega običajnega prava, ampak so ga predelali in prilagodili sebi v prid. Zato je danes iz zakonika mogoče izločiti starejše običajno pravo. Že v času tega prava so med funkcionarji obstajali sodnik, graščak, busović in pristav, poleg tega je bilo za običajno vinodolsko pravo značilno, da je imela vsaka občina svoj grad kot sodno središče, v katerem je bil nastanjen sodni svet, in da so poznali varuhe skupne gmajne. Ostalina običajnega prava je tudi v tem, da so se navadni ljudje lahko zbirali na ljudskih skupščinah brez prisotnosti kneževega poverjenika, obenem pa so uživali veliko stopnjo zaščite pred knežjo oblastjo.

## Jezikovni in zgodovinski vidik Vinodolskega zakonika
Vinodolski zakonik je bil spisan leta 1288 v čakavščini, ohranjen pa je bil v glagoljaškem zapisu iz 16. stoletja.